# 弯枝藻目
弯枝藻目（学名：Compsopogonales）为弯枝藻纲的一个目。

## 下级分类
本目包括以下科：
- Boldiaceae
- 弯枝藻科 Compsopogonaceae